# Округ Амадор (Калифорнија)
Амадор (енгл. Amador County) је округ у америчкој савезној држави Калифорнија.

## Демографија
По попису из 2010. године број становника је 38.091, што је 2.991 (8,5%) становника више него 2000. године.
| Група             | 2000.          | 2010.          |
| Белци             | 28.920 (82,4%) | 30.325 (79,6%) |
| Афроамериканци    | 1.359 (3,9%)   | 962 (2,5%)     |
| Азијати           | 350 (1,0%)     | 419 (1,1%)     |
| Хиспаноамериканци | 3.126 (8,9%)   | 4.756 (12,5%)  |
| Укупно            | 35.100         | 38.091         |